# Stanley Pool (distrikt)
Stanley Pool var ett distrikt i Kongostaten och Belgiska Kongo, efter 1910 under namnet Moyen-Congo. Léopoldville var huvudort. Distriktet existerade mellan 1888 och 1924, då det delades upp mellan granndistrikten Bas-Congo och Leopold II:s sjö samt staden Léopoldville, som året innan hade utsetts till Belgiska Kongos huvudstad.
I huvudorten Léopoldville fanns under Kongostatens tid territoriell domstol, militärdomstol, folkbokföringskontor, postkontor, tullkontor, notariat, medicinsk station, skolkoloni, katolskt biskopssäte, protestantisk mission och järnvägsstation. Andra viktiga orter för kolonialmakten var Kinshasa, där det fanns tullkontor, telegrafkontor, protestantisk mission, huvudstation för Societé Anonyme Belge och faktorier, Bolobo, där det fanns folkbokföringskontor, träningsläger och protestantisk mission, samt Kimuenza, som var huvudstation för PP. de Scheuts (Congregatio Immaculati Cordis Mariae) katolska mission. Katolska missioner fanns också i Kisantu, Dombo och Berghe-Sainte-Marie, och protestantisk mission i Tshumbiri. I Dolo och Gongolo fanns järnvägsstationer, och i Kwamouth en tullstation.